# Mahuna conspersa
Mahuna conspersa är en insektsart som beskrevs av William Lucas Distant 1907. Mahuna conspersa ingår i släktet Mahuna och familjen vedstritar. Inga underarter finns listade i Catalogue of Life.